# Дословче
Дословче (словен. Doslovče) — поселення в общині Жировниця, Горенський регіон, Словенія. Висота над рівнем моря: 542 м.

## Відомі люди
- Фран Салешкі Фінжгар (1871–1962) — словенський письменник та драматург.